# Letztes Orakel von Delphi
Das letzte Orakel von Delphi ist ein Orakelspruch, der aus dem Jahr 362 überliefert ist. Der spätantike Kirchenhistoriker Philostorgios berichtet, dass der römische Kaiser Julian seinen Vertrauten Oreibasios (Ὀρειβάσιος) ausgesandt haben soll, um das Orakel von Delphi zu befragen. Der Spruch des Orakels wurde so interpretiert, dass er selbst das Ende Delphis als Orakelstätte bestätigte. Es existieren viele hundert überlieferte Orakelsprüche aus Delphi, deren Authentizität oft schwer zu bestimmen ist. Dies gilt auch für das letzte bekannte Orakel, das zudem nicht von Anhängern der alten Kulte überliefert wurde, sondern von einem Vertreter des arianischen Christentums. Dadurch besteht der Verdacht, dass es möglicherweise aus religiösen Gründen manipuliert wurde. Zudem richtete es sich an einen der letzten nicht-christlichen Kaiser des Römischen Reiches, was dazu führt, dass es leicht als politisch motiviert angesehen werden kann. Philostorgios berichtet, dass Oreibasios, der Leibarzt, Bibliothekar und enge Freund Julians, zur Wiederaufrichtung des Apollontempels nach Delphi gesandt wurde. Die Frage, die der in seiner Zeit berühmte Arzt an die Pythia richtete, ist nicht überliefert, doch die Antwort soll gelautet haben:
„Kündet dem Kaiser, gestürzt ist [die] prunkvolle Halle, Phoibos hat nicht mehr [sein] Haus. Auch nicht [den] weissagenden Lorbeer noch [die] sprechende Quelle; verstummt ist auch [das] redende Wasser.“

## Niedergang des Delphischen Orakels in der römischen Kaiserzeit und der Spätantike
Hatte Strabon schon um die Zeitenwende den Niedergang Delphis konstatiert, so litt das Orakel nach dem Tod Neros unter Konfiszierungen zugunsten der Soldaten seines Nachfolgers Galba. Dennoch erlebte die Stätte eine neuerliche Phase kaiserlicher Aufmerksamkeit. Titus nahm dort ein Ehrenamt an, und Domitian half mit Geldmitteln bei der Renovierung des Tempels. Von der Zeit Hadrians an kann von einer echten Revitalisierung gesprochen werden, die eine gewisse Tragfähigkeit aufwies. Hadrian selbst befragte die Pythia nach dem Geburtsort Homers. Plutarch merkt an, dass bei besonderem Andrang nicht nur eine, sondern bis zu drei Pythien befragt wurden. Die kaiserliche Patronage wirkte sich auch insofern aus, als die Priester das beinahe verschwundene Versorakel wieder aufnahmen.
Doch diese Phase der Prosperität endete um 200 n. Chr. Mit der Verbreitung des Christentums wurden Orakelsprüche für viele Gelehrte zum Aberglauben. Clemens von Alexandria frohlockte über das zeitweilige Schweigen der Pythia und sein Zeitgenosse Origenes beklagte sich über ihr dennoch fortwährendes Wirken. Die meisten Christen lehnten Orakel wohl ab, doch gab es unter ihnen auch Verfechter der Annahme, Jahwe benutze sie zu seinen Zwecken. Eusebius war bereits der Annahme, die Zeit der Orakel sei längst vorbei, doch sind auch aus dieser Zeit noch Sprüche überliefert. Möglicherweise meinte er aber auch Didyma, die letzte verbliebene Orakelstätte neben Delphi und Klaros. Insgesamt muss in den Kreisen der antiken Kirchenhistoriker mit dem Bemühen um Vereinnahmung für die eigene Sache gerechnet werden, wenn sie über das delphische Orakel schreiben. So behauptete Eusebius, Kaiser Augustus habe die Pythia wegen seiner Nachfolge befragt, doch habe sie ein hebräischer Junge aufgefordert, in den Hades zurückzukehren. Die wenigen überlieferten Sprüche aus dieser Zeit deuten darauf hin, dass das Orakel sich eher mit sehr lokalen Fragen befasste, und allein schon dadurch außerhalb der Region kaum noch wahrgenommen wurde.
Noch die Historia Augusta weist dem Orakel vier Sprüche zu. Sehr späte Befragungen bezeugt noch Ammianus Marcellinus für die Jahre 353 und 359. Die Nichtchristen erklärten sich den Niedergang der Orakelstätten dadurch, dass die lokal gebundenen daemones, die ein Zwischenglied zwischen Göttern und Menschen darstellten, an den alten Orten verschwunden waren. So blieben die Götter unsterblich, noch als viele ihrer Orakel verlassen waren. Kelsos, Porphyrios und Amelios Gentilianos nahmen die Stätten als Belege für ihre jeweiligen Vorstellungen von den Beziehungen zu den Göttern.
Als Konstantin der Große seine Hauptstadt nach Byzantion, das bald seinen Namen trug, verlegte, ließ er in weitem Umkreis Kunstschätze der antiken Stätten rauben, um sie in Konstantinopel aufzustellen. Dazu gehörte auch die Schlangensäule, die die Athener anlässlich der Schlacht von Plataiai gestiftet hatten. Doch die Entführung des Dreifußes erzwang erst eine völlige Veränderung des Rituals, bei dem dieses Gefäß eine überaus wichtige Rolle gespielt hatte. Um 400 wurde das Orakel wohl endgültig aufgegeben, und die Stätte diente über lange Zeit als Steinbruch, wie so viele antike Stätten in Spätantike und Frühmittelalter.

## Kaiser Julian
Flavius Claudius Iulianus, geboren 331, erhielt ab 344/45 auf einem abgelegenen Gut in Kappadokien eine streng christliche Erziehung, etwa durch den Arianer Eusebius von Nikomedia. Doch wurde er 351/52 von dem Neuplatoniker Maximos von Ephesos bekehrt, mit dem er lebenslang Kontakt hielt. Julian studierte in Nikomedia, Pergamon, Athen und Ephesos. Als der Caesar des Ostens, Gallus, 354 in Pula/Istrien ermordet wurde, erhob Constantius II. den jungen Julian zum Caesar. Julian besiegte 357 die Alamannen bei Argentorate (Straßburg) und wurde im Februar 360 selbst zum Augustus erhoben. Im Juli 361 marschierte Julian nach dem Scheitern der Verhandlungen nach Osten, im Oktober nahm er Sirmium mit schwachen Kräften ein, und hielt sich im Oktober und November in Naissus auf. Dort brachte er erstmals öffentlich heidnische Opfer dar. Zudem hatte er schon ein Jahr zuvor im gallischen Vienne zur Tolerierung der paganen Kulte aufgefordert. Obwohl es seit 357 verboten war, ließ er durch Mittelsmänner Orakel befragen und richtete Tempel wieder auf. Währenddessen zog sich der Perserkönig Schapur II. von der Ostgrenze des Römischen Reichs zurück und Constantius marschierte westwärts. Julian war zahlenmäßig bei Weitem unterlegen, doch zu seinem Glück fiel sein Gegner einem Fieber zum Opfer. Bereits im Dezember konnte er in der Hauptstadt Einzug halten. In den nächsten sechs Monaten holte er pagane Priester aus dem Exil zurück und verdrängte christliche Beamte aus ihren Positionen. Im Juni 362 brach er nach Antiochia auf und belebte dort unter anderem den Kult im Apollotempel des nahe gelegenen Daphne wieder. Dieser brannte jedoch bereits im Oktober 362 nieder – möglicherweise aufgrund einer Brandstiftung durch christliche Fanatiker. Anfang März 363 begann der Krieg gegen Persien erneut. Das delphische Orakel sagte Julian die Unterstützung des Kriegsgottes zu. Tatsächlich marschierte seine Armee im Juni vor die persische Hauptstadt Ktesiphon, doch am 26. Juni tötete die Lanze eines Unbekannten den Kaiser. Die christliche Überlieferung, der Julian den Beinamen „Apostata“ (der Abtrünnige) verdankt, sah in seinem Tod die gerechte Strafe Gottes und schmückte ihn legendär aus.

## Das lange Überleben Delphis und die Motive der Befragung
Das lange Überleben des Orakels war sicherlich zum einen in seinem hohen Rang und Alter begründet. Sein Ansehen bei den Neuplatonikern spielte wohl eine ähnlich große Rolle. Es ist wohl kein Zufall, dass der Neuplatoniker Amelios das Orakel von Delphi fragte, wohin die Seele seines Lehrers Plotin gegangen sei.  Ihre Hauptvertreter Iamblichos und Plotin las und verehrte auch Kaiser Julian. Delphi war aber auch eine wichtige Kultstätte des Lichtgottes Apollon, des oftmals mit Helios identifizierten Vaters des Asklepios. Die Religion des Helios oder Sol war aber durch die diokletianische Dynastie zur Religion des Ostens geworden. So vermischte Julian diese neuplatonischen und klassischen Elemente mit solchen der Mysterienreligionen und des Christentums: „Wie der Logos im Johannesevangelium von Anfang an bei Gott war und selbst Gott war, so war auch nach Julian Asklepios von Anfang an bei Helios.“ Diese Idee, Jahwe-Jesus und Helios-Asklepios als Parallelen zu betrachten, dürfte Delphi sehr förderlich gewesen sein. Asklepios stand dem ebenfalls heilenden Jesus gegenüber. Das hob allerdings die prinzipielle Gegnerschaft nicht auf, wie schon die Befragung des Orakels von Didyma durch Diokletian in Vorbereitung seiner Christenverfolgungen nahelegt. Die als Heiden abgelehnten Ärzte befragten ebenfalls das Orakel, wie etwa Galen oder Oreibasios, der ja das letzte Orakel für Julian einholte. Die Befragung durch Julian war also durch zahlreiche Faktoren mehr als wahrscheinlich geworden. Zur Befragung kam es vielleicht, weil Julian zu dieser Zeit in einer aussichtslosen Klemme steckte, denn Constantius war mit einer überlegenen Armee auf dem Anmarsch, um den dritten Usurpator seiner Amtszeit zu beseitigen. Die Pythia, bzw. die delphischen Priester waren aber in der gleichen Klemme, denn eine „falsche“ Antwort konnte erfahrungsgemäß zu Racheakten des Siegers führen.

## Von der Geschichte zur Legende
Zeitlich nahe Quellen sind nach einer solchen Konfrontation auf Seiten der unterlegenen Partei schwerlich zu erwarten. Oreibasios wurde zu den Goten verbannt, von denen er jedoch nach wundersamen Heilungen zurückkehrte. Libanios, der Redner und Neuplatoniker, bemerkte, dass nur noch mühsam Genaues über den Tod Julians zu eruieren war, denn „ein jeder dachte nur noch an die eigene Sicherheit“. Dennoch zirkulierten in kleinen Kreisen Aufzeichnungen, von denen jedoch nur wenige überliefert sind. So wissen wir vom verloren gegangenen Kriegstagebuch eines Philagrios, dessen Vater übrigens auch Arzt war. Offiziere wie Seleukos (ein späterer Oberpriester), Eutychianos und Kallistos wagten sich an die Öffentlichkeit. Magnus von Karrhai wurde zum wichtigen Augenzeugen für Ammianus Marcellinus und Zosimos. Der bedeutendste Redner seiner Zeit, Libanios, verfasste eine Monodie, bald eine Trauerrede, schließlich eine Rede zur Brandmarkung des seiner Ansicht nach verräterischen christlichen Soldaten, der Julian getötet hatte. Aber er wagte es nicht, sie zu veröffentlichen. Erst der Teilnehmer am Perserkrieg, Ammianus Marcellinus, verherrlichte am Ende des Jahrhunderts offen die Person des Kaisers. Bezeichnenderweise befassen sich von dem in einer Fuldaer Handschrift (heute im Vatikan) erhaltenen Manuskript, das die Bücher 14 bis 25 enthält, allein die Bücher 14 bis 21 ausschließlich mit der Person Julians. Eunapios verfasste eine Geschichte des zum Heros stilisierten Kaisers, die auf den Erinnerungen seines Vertrauten Oreibasios fußte. Eigenartigerweise überlieferte er das letzte Orakel nicht. Er, der selbst an Mantik und Orakel glaubte, hatte möglicherweise kein Interesse, eine Selbstaufgabe, wie sie das letzte Orakel darstellte, zu publizieren. Sein Interesse für die Medizin brachte ihn aber in Kontakt mit Oreibasios. Zosimos, für den wiederum Eunapius die Hauptquelle war, behandelt ebenfalls ausgiebig den Perserfeldzug, doch weniger die Jahre davor. In diesen heidnischen Kreisen ließ man sogar eine neue Zeitrechnung mit dem Regierungsantritt Kaiser Julians beginnen. Neben diesen heidnischen Quellen bilden die christlichen einen zweiten Überlieferungsstrang. Hierbei ragt Gregor von Nazianz als besonders bissig hervor. Die Überlieferung wurde durch die Verfemung nichtchristlicher Historiker im 5. Jahrhundert noch komplizierter, da die heidnischen Autoren fast nur durch ihre christlichen Gegner überliefert sind. Der Kirchenhistoriker Sokrates und auch Sozomenos – der übrigens eine Orakelbefragung des Licinius von 323 überliefert – benutzten und zitierten etwa die besagte Trauerrede des Libanios.
Vor diesem Hintergrund überlieferte Philostorgios als einziger das letzte Orakel von Delphi. Viele Apologeten Julians schlossen sich ihm erst auf dem Perserfeldzug an, wie etwa Magnus von Karrhae. So konnten sie den Orakelspruch nicht miterlebt haben. Auch die anderen Offiziere stießen erst in den letzten Monaten zur kaiserlichen Armee. Dass Oreibasios hingegen, der zur Zeit des Orakelspruchs Julian begleitete und seine Biographie sehr gut kannte, das niederschmetternde Orakel verschwieg, mag sich noch aus religionspolitischen Erwägungen erklären lassen, doch bleibt zunächst unklar, wie das Ereignis in die Schriften des Philostorgios und des Kedrenos gelangte, auf den später zurückzukommen ist.

## Die Ansichten Julians über das Orakel von Delphi
Kaiser Julian ist einer der wenigen Menschen der Antike, über dessen Gedankenwelt wir so genau in Kenntnis sind. Für ihn war der Gott Delphis der Urheber oder Stammvater der Philosophie. Außerdem wies er das berühmte „Erkenne Dich selbst“ ausdrücklich dem Orakel von Delphi zu. Dennoch taucht in den rund 80 erhaltenen Briefen Julians der Name Delphi nur noch einmal auf. In diesem Brief (Julian, Briefe Nr. 51) wendet er sich mit einer Bitte an einen Magistraten in Korinth, eine Tatsache, die oftmals zu Zweifeln an der Echtheit des Briefes führte, denn warum sollte ein befehlsgewohnter Kaiser einen städtischen Beamten um etwas bitten? Da sich Julian jedoch für eine Stärkung der antiken Polis eingesetzt hat, ist dies nicht zwingend. In Nr. 44 vermerkt der Kaiser, dass er „neuerdings auch das Amt eines Verkünders des didymäischen Orakels erhalten habe.“ Schließlich glaubte Julian, prophetische Gaben seien wohl bei Juden und Ägyptern ausgestorben, nicht aber bei den Griechen. In jedem Falle war sein Verhältnis zu diesen religiösen Ämtern sehr respektvoll, wahrscheinlich auch das zu den weltlichen Ämtern der Poleis.